# Carlos Lancellotti
Carlos Lancellotti (nacido en Rosario el 26 de febrero de 1959) es un exfutbolista argentino y actual dirigente deportivo. Jugaba de mediocampista y debutó profesionalmente en Rosario Central. Desde 2014 ejerce el cargo de presidente de Central Córdoba de Rosario.

## Carrera
En Rosario Central disputó tres temporadas, cumpliendo 40 encuentros jugados y 3 goles anotados. Su partido debut fue el 26 de abril de 1981, en cotejo válido por la 13.ª fecha del Metropolitano ante Instituto de Córdoba, con victoria del elenco canalla entrenado por Ángel Tulio Zof por 1-0, gol de Héctor Chazarreta.
En ese mismo torneo marcó su primer gol; fue en la 32.ª fecha ante Talleres de Córdoba, empate 2-2. Tuvo su mayor participación durante el Metropolitano 1982.
Fue transferido a Deportes Quindío en 1984; al año siguiente jugó en el fútbol de ascenso argentino para El Porvenir. Se retiró siendo aún joven, ya que mientras jugaba cursaba estudios de Medicina, y luego se recibió especializándose como médico deportólogo. Trabajó como tal en diversos panteles de Rosario Central y Central Córdoba.
A partir de su vinculación con el cuadro de barrio Tablada, decidió presentarse como candidato a presidente de Central Córdoba en 2014, consiguiendo el cargo al ser su lista la única presentada de cara al acto eleccionario.

## Clubes
| Club             | País      | Año       |
| ---------------- | --------- | --------- |
| Rosario Central  | Argentina | 1981-1983 |
| Deportes Quindío | Colombia  | 1984      |
| El Porvenir      | Argentina | 1985      |